# Meteor Records
Meteor Records est un label discographique indépendant américain, anciennement basé à Los Angeles, en Californie, actif entre 1952 et 1957.

## Histoire
Meteor est fondé en 1952 à Los Angeles, en Californie, par les frères Jules, Saul, Lester et Joe Bihari. Le label produit des disques de blues et de rhythm and blues. Le plus gros succès du label est I Believe par Elmore James. Le morceau est une imitation de Dust My Broom, le titre avec lequel James avait obtenu un succès chez Trumpet Records. Le label récupère essentiellement des artistes qui n'ont pas eu de succès chez Sun Records, dont James, Rufus Thomas, Junior Thompson, Charlie Feathers, et Malcolm Yelvington. Bihari acquiert une licence pour quelques faces du musicien de jazz Al Smith auprès de Chance Records en 1953.

## Artistes
Les artistes produits sont : Elmore James, Smokey Hogg, Rufus Thomas, et Joe Hill Louis (sous le pseudonyme de Chicago Sunny Boy).